# Lista de filmes com a Legião Estrangeira Francesa

Símbolos da Legião Estrangeira Francesa: o fanion e a granada de sete flamas.

Esta é uma lista de filmes com a Legião Estrangeira Francesa nos quais a Legião Estrangeira Francesa é retratada através de seu enredo ou por um personagem principal.
A Legião Estrangeira Francesa é um ramo militar do exército francês, criado em 1831, e tem estado em acção em todo o mundo, recentemente em África e no Médio Oriente. A Legião foi apresentada em um grande número de filmes, incluindo alguns sobre a própria Legião, como Outpost in Morocco, de 1949 e o famosíssimo Beau Geste, com Gary Cooper em 1939.

## Lista de filmes
| Título                                    | Diretor                         | Elenco notável                                                   | Sumário | Lançamento | Notas |
| ----------------------------------------- | ------------------------------- | ---------------------------------------------------------------- | --- | ---------- | --- |
| Abbott and Costello in the Foreign Legion | Charles Lamont                  | Bud Abbott e Lou Costello                                        | Dois promotores de luta livre precisam viajar para Argel para trazer seu lutador premiado de volta para casa. Mas antes que possam alcançá-lo, eles são perseguidos pelo Casbá e caem nas mãos da Legião Estrangeira Francesa. | 1950       | |
| Adventure in Sahara                       | D. Ross Lederman                | Paul Kelly, C. Henry Gordon e Lorna Gray                         | Estacionado em Forte Agadèz, um solitário posto avançado do deserto francês na África Ocidental Francesa, o legionário Jim Wilson lidera um motim contra seu cruel e opressivo comandante, o Capitão Savatt; apenas para enfrentar ataques posteriores de guerreiros árabes e do líder deposto do regimento. | 1938       | |
| Alerte au sud                             | Jean Devaivre                   | Jean-Claude Pascal, Erich von Stroheim e Gianna Maria Canale     | Dois legionários investigam uma arma secreta sendo desenvolvida por uma organização clandestina em Marraquexe, no Marrocos. | 1953       | Feito em Gevacolor. |
| Ali-Baba Bound                            | Robert Clampett                 | Mel Blanc (voz)                                                  | O Gaguinho descobre uma conspiração de Ali-Babá e seus Dirty Sleeves para atacar seu forte e corre para avisar seus companheiros legionários, apenas para descobrir que todos partiram para a convenção da Legião em Boston, e é forçado a defender sozinho o forte com seu camelo alugado. | 1940       | Curta de animação. |
| Arabian Tights                            | Hal Roach                       | Charley Chase, Muriel Evans e Carlton Griffin                    | Depois de ser coagido a ingressar na Legião Estrangeira, Charley e seus amigos são capturados e presos por um sultão árabe. | 1933       | Curta de comédia. |
| Beau Geste                                | Herbert Brenon                  | Ronald Colman, Neil Hamilton e Ralph Forbes                      | Michael “Beau” Geste deixa a Inglaterra em desgraça e se junta à infame Legião Estrangeira Francesa. Ele se reencontra com seus dois irmãos no Norte da África, onde enfrentam maior perigo por parte de seu próprio comandante sádico do que por parte dos árabes rebeldes. | 1926       | Baseado no romance homônimo. Em preto-e-branco mas originalmente continha sequências em Technicolor. |
| Beau Geste                                | William A. Wellman              | Gary Cooper, Ray Milland e Robert Preston                        | Uma valiosa safira chamada de "Água Azul" foi roubada da casa do falido Lorde inglês Brandon. Os dois irmãos Geste mais velhos, "Beau" e Digby, que juntos com John viviam na casa desde a infância, assumem o roubo e fogem para se alistar na Legião Estrangeira Francesa. Lá eles deverão enfrentar os guerreiros tuaregues, o deserto e o cruel Sargento Markoff. | 1939       | |
| Beau Geste                                | Douglas Heyes                   | Guy Stockwell, Doug McClure e Leslie Nielsen                     | Em 1906, dois irmãos americanos juntam-se à Legião Estrangeira Francesa e, liderados por um sádico sargento, defendem um forte contra ataques bérberes e tuaregues. | 1966       | O filme sofreu modificações no enredo, e agora os irmãos Geste são americanos ao invés de ingleses, e são apenas dois. A história focou mais na selvageria do sargento sádico.                                                                                 |
| The Last Remake of Beau Geste             | Marty Feldman                   | Marty Feldman, Ann-Margret e Michael York                        | O idoso Sir Hector Geste se casa com uma jovem gananciosa que cobiça sua famosa safira, a Água Azul. Mas os seus filhos gêmeos adotivos, o heróico Beau e o patético Digby, escondem a jóia e juntam-se à Legião Estrangeira Francesa no Norte de África. | 1977       | Filme de comédia. |
| Beau Geste                                | Douglas Camfield                | Benedict Taylor, Anthony Calf e Jonathon Morris                  | | 1982       | Minissérie. |
| Beau Hunks                                | James W. Horne                  | Stan Laurel, Oliver Hardy e James W. Horne                       | Oliver se junta à Legião Estrangeira depois de ser abandonado por sua namorada, arrastando seu melhor amigo Stanley com ele. | 1931       | |
| Beau Ideal                                | Herbert Brenon                  | Ralph Forbes, Loretta Young e Irene Rich                         | Otis Madison junta-se à Legião Estrangeira Francesa para resgatar um amigo de infância mantido prisioneiro no Marrocos. | 1931       | |
| Beau Sabreur                              | John Waters                     | Gary Cooper, Evelyn Brent e Noah Beery                           | | 1928       | Filme perdido. |
| Beau Travail                              | Claire Denis                    | Denis Lavant, Michel Subor e Grégoire Colin                      | Galoup reflete sobre sua carreira como oficial da Legião Estrangeira, liderando tropas no Golfo do Djibuti, e sua rivalidade ciumenta com o jovem recruta Gilles Sentain. | 1999       | Prêmios: 5 no total. |
| Captain Gallant of the Foreign Legion     | Lester Fuller                   | Buster Crabbe, Fuzzy Knight eCullen Crabbe                       | O Capitão Gallant da Legião Estrangeira Francesa, no norte da África, tenta manter a paz e reprimir as tribos saqueadoras, enquanto cuida de Cuffy, um menino órfão de um amigo, e mascote da Legião. | 1955-1957  | Uma das poucas séries de televisão americanas da década de 1950 a ser filmada fora dos Estados Unidos, a maioria limitada à Califórnia, com o programa sendo filmado em locações no Marrocos. Vários episódios foram editados no filme Desert Outpost de 1954. |
| China Gate                                | Samuel Fuller                   | Gene Barry, Angie Dickinson e Nat King Cole                      | Os sargentos Brock e Goldie, ex-veteranos americanos da Guerra da Coreia servindo como mercenários da Legião Estrangeira Francesa na Primeira Guerra da Indochina, recebem ordens de liderar um grupo de combate para explodir um depósito de armas perto da fronteira chinesa. | 1957       | |
| Desert Hell                               | Charles Marquis Warren          | Brian Keith, Barbara Hale eRichard Denning                       | | 1958       | |
| Desert Legion                             | Joseph Pevney                   | Alan Ladd, Richard Conte eArlene Dahl                            | | 1953       | |
| Desert Sands                              | Lesley Selander                 | Ralph Meeker, Marla English e J. Carrol Naish                    | | 1955       | |
| The Desert Song                           | Roy Del Ruth                    | John Boles, Carlotta King e Louise Fazenda                       | | 1929       | Baseado na ópera de mesmo nome. |
| The Desert Song                           | Robert Florey                   | Dennis Morgan, Irene Manning e Bruce Cabot                       | | 1943       | |
| The Desert Song                           | H. Bruce Humberstone            | Kathryn Grayson, Gordon MacRae e Steve Cochran                   | | 1953       | |
| The Devil's in Love                       | William Dieterle                | Victor Jory, Loretta Young e Vivienne Osborne                    | | 1933       | |
| Drums of the Desert                       | George Waggner                  | Ralph Byrd, Lorna Gray e George Lynn                             | | 1940       | |
| Due della legione straniera               | Lucio Fulci                     | Franco and Ciccio e Alighiero Noschese                           | | 1962       | |
| Escape from Sahara                        | Wolfgang Staudte                | Hildegard Knef, Bernhard Wicki e Hannes Messemer                 | | 1958       | |
| Flesh and the Woman                       | Robert Siodmak                  | Gina Lollobrigida, Jean-Claude Pascal ePeter van Eyck            | | 1954       | |
| Die Flucht aus der Hölle                  | Hans-Erich Korbschmitt          | Armin Mueller-Stahl                                              | | 1960       | |
| The Flying Deuces                         | A. Edward Sutherland            | Stan Laurel, Oliver Hardy e Jean Parker                          | | 1939       | |
| Follow that Camel                         | Gerald Thomas                   | Phil Silvers, Kenneth Williams e Jim Dale                        | | 1967       | |
| The Foreign Legion                        | Edward Sloman                   | Norman Kerry, Lewis Stone e Crauford Kent                        | | 1928       | Considerado um filme perdido. |
| Fort Algiers                              | Lesley Selander                 | Yvonne De Carlo, Carlos Thompson e Raymond Burr                  | | 1953       | |
| Le Grand Jeu                              | Jacques Feyder                  | Marie Bell, Pierre Richard-Willm e Charles Vanel                 | | 1934       | |
| Hermoso Ideal                             | Alejandro Galindo               | Conchita Martínez, Rodolfo Landa e Alejandro Ciangherotti        | | 1948       | Versão de Beau Ideal, de 1931. |
| Il sergente Klems                         | Sergio Grieco                   | Peter Strauss, Tina Aumont e Pier Paolo Capponi                  | | 1971       | Conhecido como Man of Legend internacionalmente. |
| Invincible                                | Blackie Ko                      | Dave Wong, Sharla Cheung e Blackie Ko                            | Um tímido membro da tríade fugiu para a França com sua amante depois de matar acidentalmente um chefe de gangue rival, e para ganhar a vida e obter a nacionalidade francesa, ele se junta à Legião Estrangeira. | 1992       | |
| O Jardim de Alá                           | Richard Boleslawski             | Marlene Dietrich e Charles Boyer                                 | O monge trapista Boris Androvski não resiste à pressão dos seus votos, fugindo da sua vocação. Ele é o único monge que conhece o segredo de como fazer o vinho secreto dos monges, o qual é vendido como principal fonte de receita do mosteiro. Em Argel, Boris conhece a rica europeia Domini Enfilden, com quem se envolve sem revelar a sua verdadeira identidade. Domini e Boris se apaixonam, se casam e viajam para o deserto em lua de mel. Lá, os recém-casados encontram uma unidade da Legião Estrangeira Francesa, cujo comandante, o Capitão de Trevignac, guarda um segredo sobre o passado de Boris.          | 1936       | Recebeu o Oscar Honorário pela cinematografia colorida. O filme é assistido por Cyndi Lauper no início de seu videoclipe de "Time after Time". |
| Juarez                                    | William Dieterle                | Paul Muni, Bette Davis e Brian Aherne                            | | 1939       | |
| Jump into Hell                            | David Butler                    | Jacques Sernas, Peter van Eyck e Marcel Dalio                    | | 1955       | |
| Legion of Missing Men                     | Hamilton MacFadden              | Ralph Forbes, Ben Alexander e Hala Linda                         | | 1937       | |
| Legion of the Doomed                      | Thor L. Brooks                  | Bill Williams, Dawn Richard e Anthony Caruso                     | Um americano da Legião Estrangeira Francesa descobre que seu comandante é um traidor que formou uma aliança com várias tribos no deserto do Saara. | 1958       | Dawn Richard foi a Playmate Miss Maio de 1957. |
| Legione Straniera                         | Basilio Franchina               | Viviane Romance, Marc Lawrence e Alberto Farnese                 | | 1953       | |
| Legionnaire                               | Peter MacDonald                 | Jean-Claude Van Damme, Adewale Akinnuoye-Agbaje e Steven Berkoff | Um boxeador da década de 1920, vence uma luta após ter sido contratado por gangsters para perdê-la e depois foge para se juntar à Legião Estrangeira Francesa. | 1998       | Filmado em Tânger e Ouarzazate, no Marrocos. A canção Mon légionnaire é cantada nos créditos finais por Ute Lemper. |
| Lionheart                                 | Sheldon Lettich                 | Jean-Claude Van Damme, Harrison Page e Deborah Rennard           | Quando seu irmão fica gravemente ferido, um legionário pára-quedista retorna a Los Angeles para entrar no circuito de luta clandestina para arrecadar dinheiro para a família de seu irmão. | 1990       | Estreia da atriz mirim Ashley Johnson. |
| Little Beau Porky                         | Frank Tashlin                   | Joe Dougherty e Billy Bletcher                                   | O Gaguinho recebe ordens de seu comandante para lavar o camelo do comandante. Um telegrama chega, dizendo que os Riff Raffs de Ali Mode atacaram, e o comandante e todos, exceto o Gaguinho, marcham para o resgate. No entanto, Ali Mode e seus homens atacam o forte mais tarde e o Gaguinho deve defender seu posto sozinho. | 1936       | Curta de animação. As vozes de Joe Dougherty e Billy Bletcher não foram creditadas. |
| Lost in the Legion                        | Fred C. Newmeyer                | A. Bromley Davenport, Betty Fields e Leslie Fuller               | | 1934       | |
| A Man Called Sarge                        | Stuart Gillard                  | Gary Kroeger, Gretchen German e Marc Singer                      | | 1990       | |
| March or Die                              | Dick Richards                   | Gene Hackman, Terence Hill e Catherine Deneuve                   | Após a Primeira Guerra Mundial, um destacamento da Legião Estrangeira embarcou para o Marrocos para proteger uma missão de escavação arqueológica. A expedição é liderada por François Marneau e protegida pelo esquadrão do Comandante Foster, ao qual se juntou um atraente ladrão, Marco Segrain, para escapar da prisão. Um poderoso líder rifenho, El Krim, tentará impedir o progresso da pequena tropa, reunindo homens de várias tribos para evitar que os franceses profanassem através das suas escavações o túmulo de uma princesa bérbere - A Flor do Deserto - enterrada em Arfoud. O confronto é inevitável... | 1977       | |
| Marcia o Crepa                            | Frank Wisbar                    | Stewart Granger, Dorian Gray e Carlos Casaravilla                | | 1962       | Conhecida como The Legion's Last Patrol no Reino Unido e Commando nos Estados Unidos. |
| La Légion saute sur Kolwezi               | Raoul Coutard                   | Bruno Cremer, Mimsy Farmer e Giuliano Gemma                      | Baseado na intervenção francesa durante o salto de pára-quedas de 1978 em Kolwezi. | 1980       | Conhecido como Military Coup in Kolwezi, nos Estados Unidos. |
| Les Morfalous                             | Henri Verneuil                  | Jean-Paul Belmondo, Jacques Villeret e Michel Constantin         | | 1984       | Paródia do filme Kelly's Heroes. |
| Morocco                                   | Josef von Sternberg             | Gary Cooper, Marlene Dietrich e Adolphe Menjou                   | | 1930       | O filme foi selecionado para o National Film Registry em 1992. |
| A Múmia                                   | Stephen Sommers                 | Brendan Fraser, Rachel Weisz e John Hannah                       | | 1999       | O protagonista Rick O'Connell é um capitão veterano da Legião Estrangeira. |
| A Múmia: Tumba do Imperador Dragão        | Rob Cohen                       | Brendan Fraser, Maria Bello, John Hannah, Jet Li e Michelle Yeoh | | 2008       | O protagonista Rick O'Connell e seu amigo "Mad Dog" Maguire são veteranos da Legião Estrangeira. |
| Outpost in Morocco                        | Robert Florey                   | George Raft, Marie Windsor e Akim Tamiroff                       | O capitão Gerard, o maior amante da Legião Estrangeira, é designado para escoltar a filha de um emir até a cidadela de montanha de seu pai e descobrir o que puder sobre as atividades do emir. Gerard gosta de trabalhar com a adorável Cara, mas chega para descobrir que a rebelião está se formando. A guarnição pode ser reforçada a tempo? | 1949       | Algumas das cenas de ação em grande escala do filme foram reutilizadas em Fort Algiers e Legion of the Doomed. |
| Renegades                                 | Victor Fleming                  | Warner Baxter, Myrna Loy e Noah Beery                            | | 1930       | |
| Rogues' Regiment                          | Robert Florey                   | Dick Powell, Märta Torén e Vincent Price                         | | 1948       | |
| Savate                                    | Isaac Florentine                | Olivier Gruner, Ian Ziering, Ashley Laurence e R. Lee Ermey      | No ano de 1865, Joseph Charlegrand é um ex-soldado francês da Legião Estrangeira Francesa cujo melhor amigo e camarada, Phillipe, foi assassinado por um oficial alemão no México. Em busca do assassino, envolve-se numa luta entre agricultores pobres e um rico proprietário de terras. Charlegrand se dirige a um torneio de artes marciais nos Estados Unidos porque o assassino se orgulha de ser um lutador habilidoso. Para ajudar os agricultores, ele oferece-lhes as suas habilidades de Savate. | 1995       | Filme de artes marciais ambientado na Segunda intervenção francesa no México. |
| Savior                                    | Predrag Antonijevic             | Dennis Quaid, Nastassja Kinski e Pascal Rollin                   | | 1998       | O protagonista, Joshua Rose, é um sniper veterano da Legião Estrangeira. |
| Scorching Sands                           | Hal Roach e Robin Williamson    | Stan Laurel, James Finlayson e Katherine Grant                   | | 1923       | |
| Secondhand Lions                          | Tim McCanlies                   | Haley Joel Osment, Michael Caine e Robert Duvall                 | | 2003       | |
| Sergeant X                                | Vladimir Strizhevsky            | Ivan Mozzhukhin, Trude von Molo e Peter Voß                      | | 1932       | |
| Sergeant X of the Foreign Legion          | Bernard Borderie                | Noëlle Adam, Christian Marquand e Paul Guers                     | | 1960       | |
| Siren of Atlantis                         | Gregg G. Tallas                 | Maria Montez, Jean-Pierre Aumont e Dennis O'Keefe                | | 1949       | |
| Ten Tall Men                              | Willis Goldbeck                 | Burt Lancaster, Jody Lawrance e Gilbert Roland                   | | 1951       | |
| The Three Musketeers                      | Colbert Clark e Armand Schaefer | Jack Mulhall, Raymond Hatton, Ralph Bushman e John Wayne         | | 1933       | A série dos Três Mosqueteiros foi editada no filme Desert Command de 1946. |
| Timbuktu                                  | Jacques Tourneur                | Victor Mature, Yvonne De Carlo e George Dolenz                   | | 1959       | |
| Totò sceicco                              | Mario Mattoli                   | Totò                                                             | | 1950       | |
| Trouble in Morocco                        | Ernest B. Schoedsack            | Jack Holt, Mae Clarke e Paul Hurst                               | | 1937       | |
| Two Mules for Sister Sara                 | Don Siegel                      | Shirley MacLaine e Clint Eastwood                                | Dois mercenários caçadores-de-fortuna ajudam os revolucionários mexicanos a lutar contra os franceses. | 1970       | Ambientado durante a Segunda intervenção francesa no México. |
| Un de la légion                           | Christian-Jaque                 | Fernandel, Robert Le Vigan e Daniel Mendaille                    | | 1936       | |
| Under Two Flags                           | J. Gordon Edwards               | Theda Bara, Herbert Heyes e Stuart Holmes                        | | 1916       | Baseado no romance de mesmo nome. Considerado um filme perdido. |
| Under Two Flags                           | Tod Browning                    | Priscilla Dean, James Kirkwood e John Davidson                   | | 1922       | |
| Under Two Flags                           | Frank Lloyd                     | Ronald Colman, Claudette Colbert e Victor McLaglen               | | 1936       | |
| The Unknown                               | George Melford                  | Lou Tellegen, Theodore Roberts e Dorothy Davenport               | | 1915       | |
| Wee Wee Monsieur                          | Del Lord                        | Moe Howard, Larry Fine e Curly Howard                            | | 1938       | Curta de comédia. |
| We're in the Legion Now!                  | Crane Wilbur                    | Reginald Denny, Esther Ralston e Vince Barnett                   | | 1936       | |
| The Winding Stair                         | John Griffith Wray              | Alma Rubens, Edmund Lowe e Warner Oland                          | | 1950       | |